# ۳۳ روز
۳۳ روز، که سی و سه روز هم نوشته‌شده، یک فیلم جنگی و درام محصول ۲۰۱۲ ایران و لبنان است از کارگردان جمال شورجه و تهیه‌کننده مهدی همایون‌فر که یک روایت واقعی از جنگ سی و سه روزه بین اسرائیل و حزب‌الله لبنان نشان می‌دهد. این فیلم با همکاری بنیاد سینمایی فارابی و حزب‌الله لبنان تولید شد. این فیلم در جنوب لبنان فیلمبرداری شد و در کشورهای سوریه و لبنان به نمایش درآمد.
رادیو زمانه این فیلم را یک اثر ضد اسرائیلی خوانده است.

## خلاصه داستان
۳۳ روز روایتی واقعی از مقاومت یک روستای مجاور با اسرائیل است که از حمله اسرائیلی‌ها به دیگر جناح‌های مقاومت جلوگیری می‌کند.

## بازیگران
بازیگران اصلی:
- پیر داغر در نقش اوی
- باسم مغنیه در نقش محمد
- یوسف الخال در نقش یوسف
- کارمن لبوس در نقش ام عباس
- نسرین طافش در نقش حنان
- کنیدا علوش در نقش نسرین
- دارین حمزه در نقش هانا

## تولید
نام این فیلم در ابتدا جنوب آسمانی بوده‌است.
حنان ترک که دو سال پیش به دلیل انتخاب حجاب اسلامی از سوی دولت مصر دچار محدودیت‌هایی شده بود، از سوی معاونت سینمایی به جهت حضور در فیلم ۳۳روزه لبنان به دست‌اندرکاران پروژه معرفی و برای ایفای نقش اول فیلم انتخاب و حتی قرارداد نیز با نامبرده امضاء شده بود اما یک روز قبل از حضور در فیلم از پرواز نامبرده جلوگیری و وی به اداره استخبارات مصر احضار می‌شود.
بیشتر سکانس‌های این فیلم در انصاریه (لبنان) و برج رحال فیلم‌برداری شدند و ۹۰ روز طول کشید؛ و ۷ نفر از عوامل فیلم بر اثر یکی از انفجارها مجروح شدند.